# 奧拉瓦區

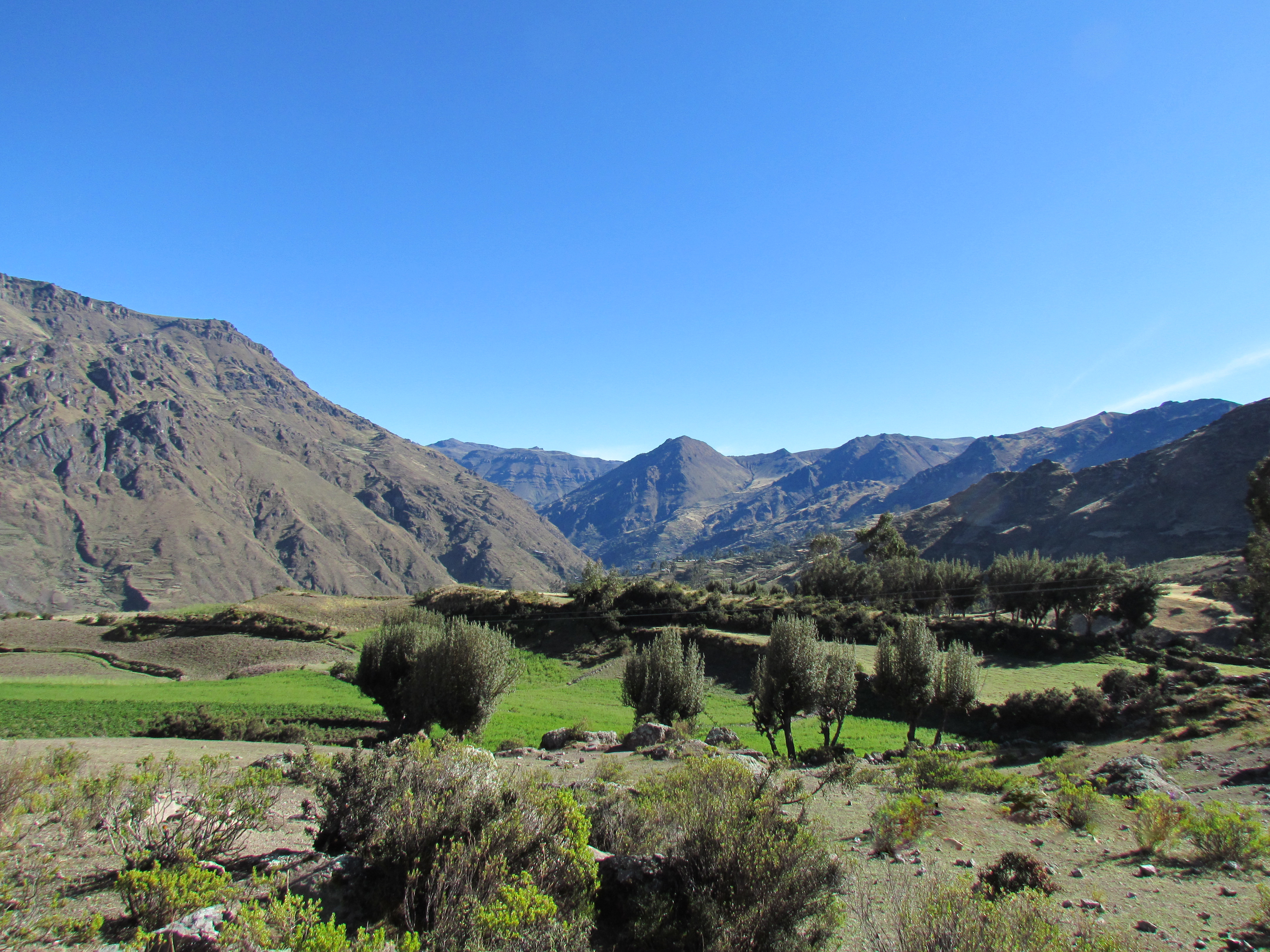

奧拉瓦區（西班牙語：Distrito de Aurahuá），是秘魯的一個區，位於該國中南部萬卡韋利卡大區的卡斯特羅維雷納省，始建於1920年9月6日，面積360.97平方公里，海拔高度3,470米，2005年人口2,353，人口密度每平方公里6.5人。